# Metynnis cuiaba
A Metynnis cuiaba a sugarasúszójú halak (Actinopterygii) osztályának pontylazacalakúak (Characiformes) rendjébe, ezen belül a pontylazacfélék (Characidae) családjába tartozó faj.

## Előfordulása
A Metynnis cuiaba előfordulási területe a dél-amerikai Paraguay, a Cuiabá- és a Manso-folyók medencéi, valamint a brazíliai Mato Grossóban levő Pantanal tavai is.

## Megjelenése
Ez a hal legfeljebb 14,3 centiméter hosszú. 38 csigolyája van. Az oldalvonal mentén 100-110 pikkelye van, e fölött egy hosszanti sorban 48-56 pikkely található. Testén sötét foltok láthatók, néhány példánynál e foltok függőleges sávokat alkotnak az oldalon.

## Életmódja
Trópusi és édesvízi hal, amely főleg az aljzaton tartózkodik.